# Daniel Neal
Daniel Neal (14 décembre 1678-4 avril 1743) est un historien anglais.

## Biographie
Né à Londres, il fait ses études à la Merchant Taylors' School et dans les universités d'Utrecht et de Leiden. En 1704, il devient ministre adjoint, et en 1706 ministre unique, d'une congrégation indépendante à Aldersgate Street, puis à Jewin Street, à Londres, où il reste presque jusqu'à sa mort. Il épouse Elizabeth Lardner (décédée en 1748), dont il a un fils, Nathanael, et deux filles.
En 1720, Neal publie son History of New England, qui obtient pour son auteur le diplôme honorifique de MA du Harvard College. Il s'engage également à assister le Dr John Evans dans la rédaction d'un historique de la non-conformité. Evans, cependant, meurt en 1730 et, se servant de ses papiers pour la période antérieure à 1640, Neal écrit lui-même l'ensemble de l'ouvrage.
Cette Histoire des Puritains traite de la période entre la Réforme protestante et 1689. Le premier volume parait en 1732, et le quatrième et dernier en 1738. Le premier volume est attaqué en 1733 pour injustice et inexactitude par Isaac Maddox (en), plus tard évêque de St Asaph et évêque de Worcester, à qui Neal répond dans une brochure, Une revue des principaux faits objectés dans le premier volume de l'Histoire de la puritains ; et les autres volumes de Zachary Grey (1688-1766), auxquels l'auteur ne répond pas.
L'Histoire des puritains est éditée, en cinq volumes, par le Dr Joshua Toulmin (en) (1740-1815), qui ajoute une vie de Neal en 1797. Elle est réimprimée en 1817, et une édition en deux volumes est publiée à New York en 1844.